# Tramlijn 92 (Brussel)
De Brusselse tramlijn 92 uitgebaat door de MIVB verbindt het station van Schaarbeek met de halte Fort-Jaco (genoemd naar de gelijknamige wijk in Ukkel). De kenkleur van deze lijn is rood.

## Bijzonderheden
De geschiedenis van tramlijn 92 begint op 19 maart 1968 naar aanleiding van de 5e fase van de herschikking van het tramnet in 1967-1968. Ze bediende toen het traject van Esplanade (gelegen in Meise) naar het Dancoplein in Ukkel, nabij de Alsembergsesteenweg. Een belangrijke eigenschap is dat tramlijn 92 sedert haar oprichting versterkingsdiensten bediende die buiten haar gewoonlijk traject lagen, meer bepaald van Schaarbeek Station tot Churchill.
Met de indienstelling van metrostation Louiza op 15 augustus 1985, werd het traject aangepast naar de Wolvendaellaan in plaats van het Dancoplein.
Op 1 september 1990 werd tramlijn 92 doorgetrokken naar haar huidig eindpunt Fort-Jaco.
Met de komst van de nieuwe T2000 trams die verboden waren op het stukje Esplanade - Prinses Elisabeth, werden de diensten van de T2000 trams beperkt tot Schaerbeek Station. Dit gebeurde vanaf 1 september 1995.
Op 1 september 1997, twee jaar na de aankomst van de T2000 trams werd tramlijn 92 definitief beperkt tot het station van Schaarbeek. Het stukje richting Esplanade - Verboekhoven werd overgedragen aan tramlijn 52.
Met de herschikking van het tramnet op 16 april 2007, kwamen de PCC trams terug op lijn 92, die tot voordien exclusief door de lagevloertrams T2000 was uitgebaat. De PCC 7700/7800 van toen beschikten enkel over een film 92-blanco en 92 doorstreept blanco.
Op 1 oktober 2007 werden de lagevloertrams T2000 volledig verboden op lijn 92. De reden van dit verbod is nagenoeg onbekend. Ondertussen werden de bestemmingen op de films van de PCC 7700/7800 en PCC 7900 aangepast. Mede door het verdwijnen van lijnen 91 en 93 werd de frequentie op lijn 92 drastisch verhoogd. Hierdoor reden er regelmatig PCC 7900 trams, die tot voordien totaal vreemd waren op deze lijn.
In 2011 kwamen de T2000 trams stilaan terug op lijn 92, hoewel deze voornamelijk door de tweeledige PCC 7700/7800 uitgebaat bleef in afwachting van de T3000.
Anno 2016 zijn alle T3000 trams beschikbaar en rijden er op lijn 92 uitsluitend zulke trams.

## Voertuigen
Deze tramlijn wordt uitgebaat met lagevloertrams van de reeks T3000, stellen van de reeks T2000 rijden ook nog af en toe.

## Afbeeldingen

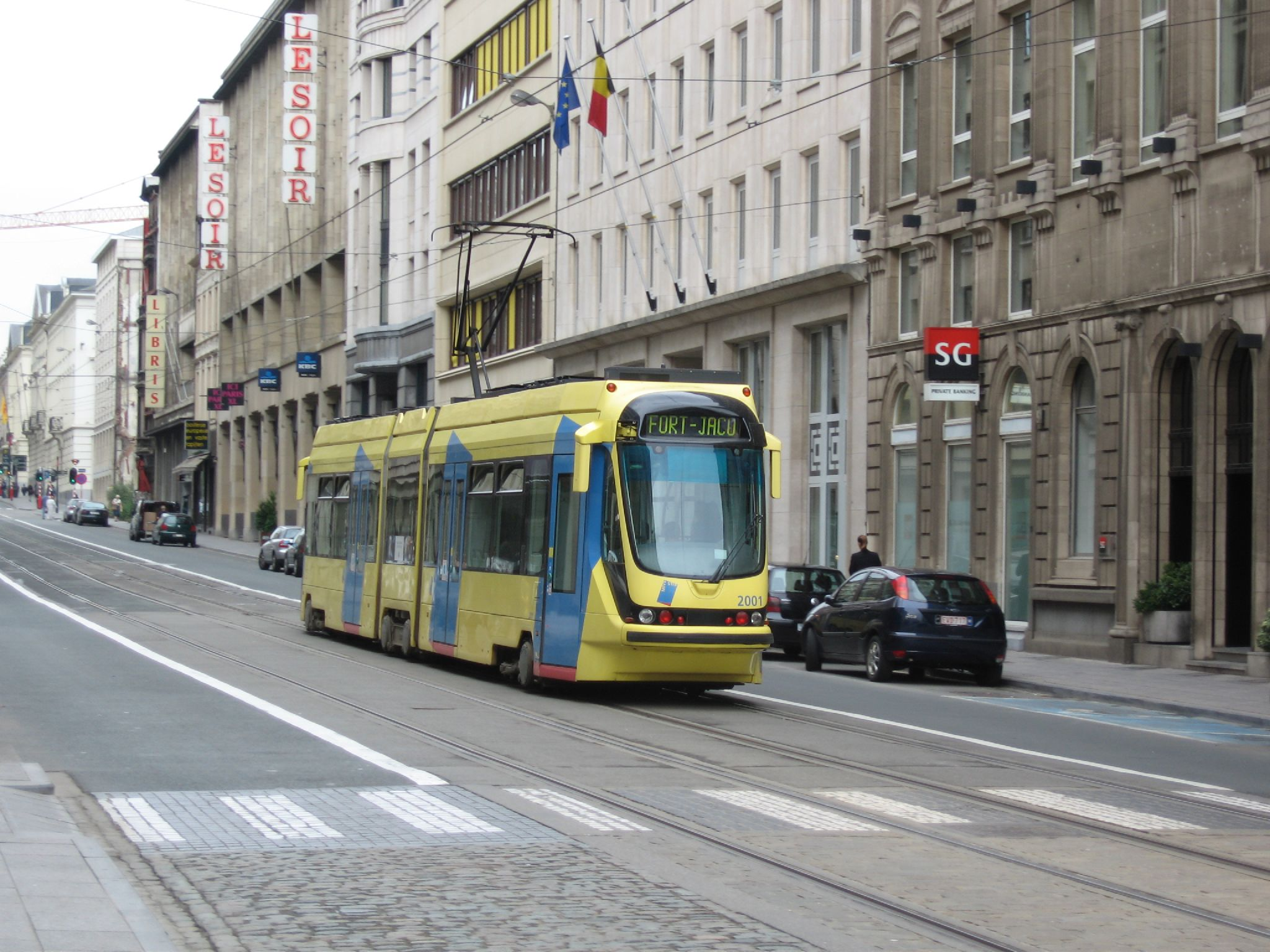
2005: enkel de T2000 trams rijden op lijn 92.
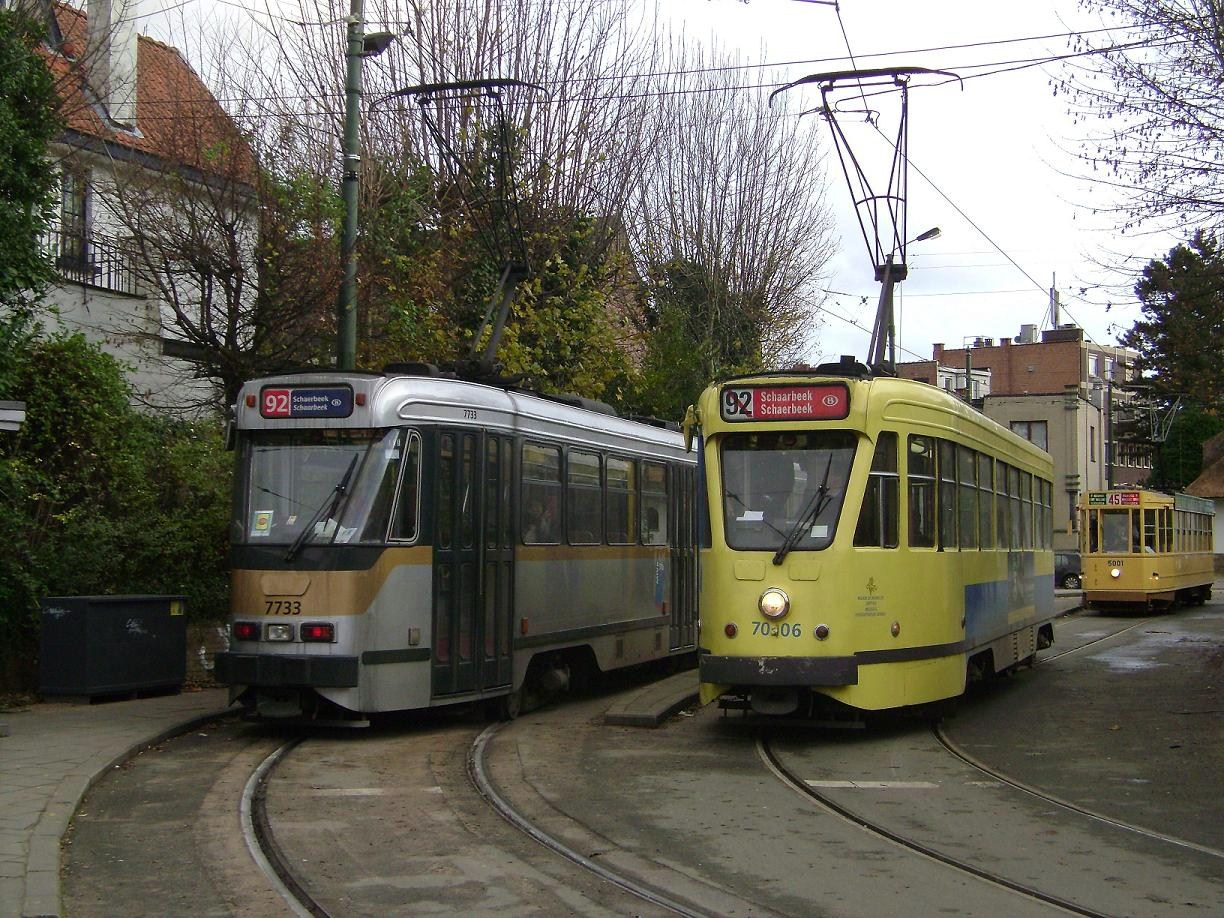
2008: evenement georganiseerd door het trammuseum van Brussel. De PCC 7000 beschikt over een film "92 doorstreept Schaarbeek" van uit de periode 1995-1997.
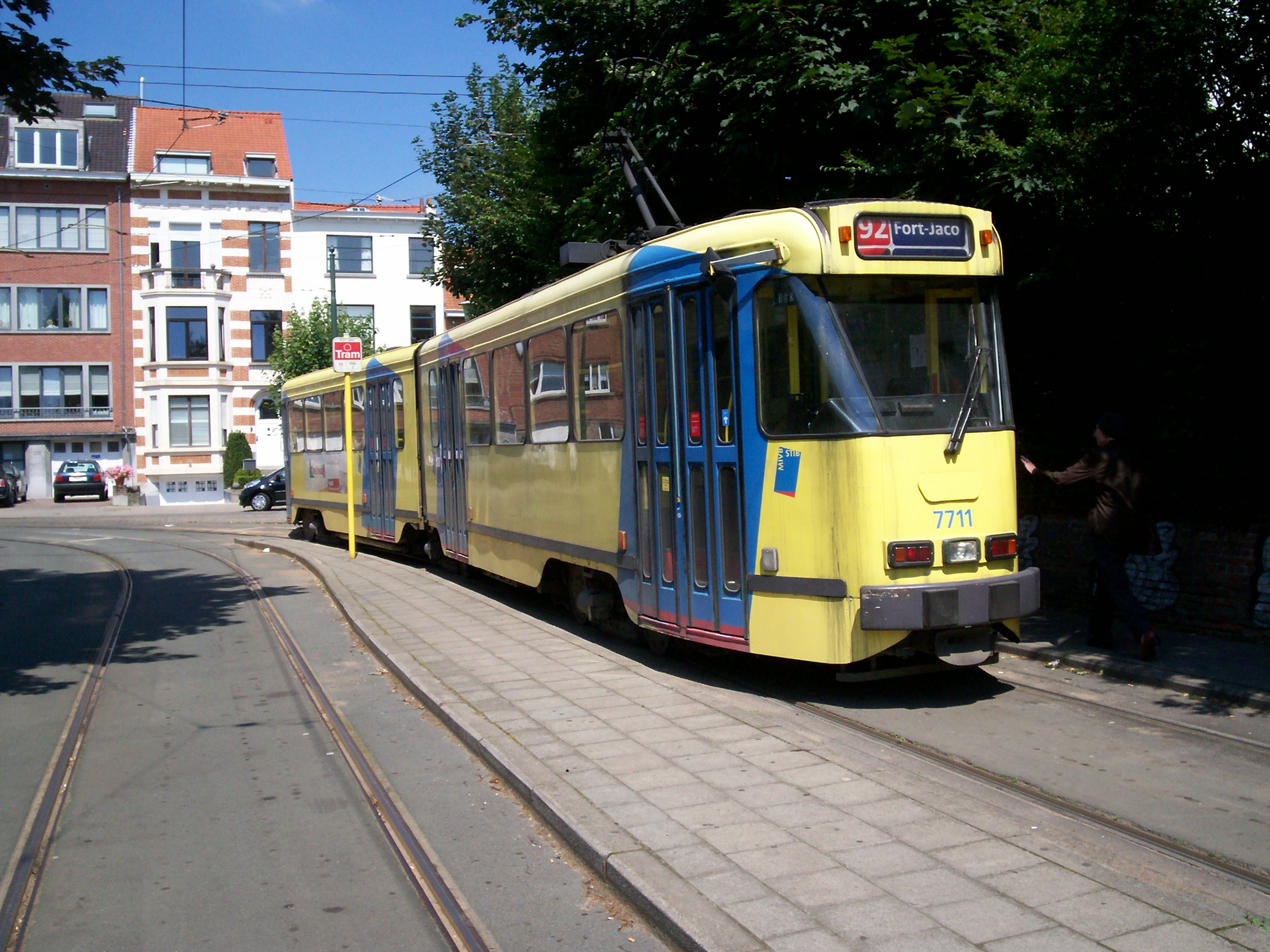
2008: de PCC 7700/7800 rijden regelmatiger.
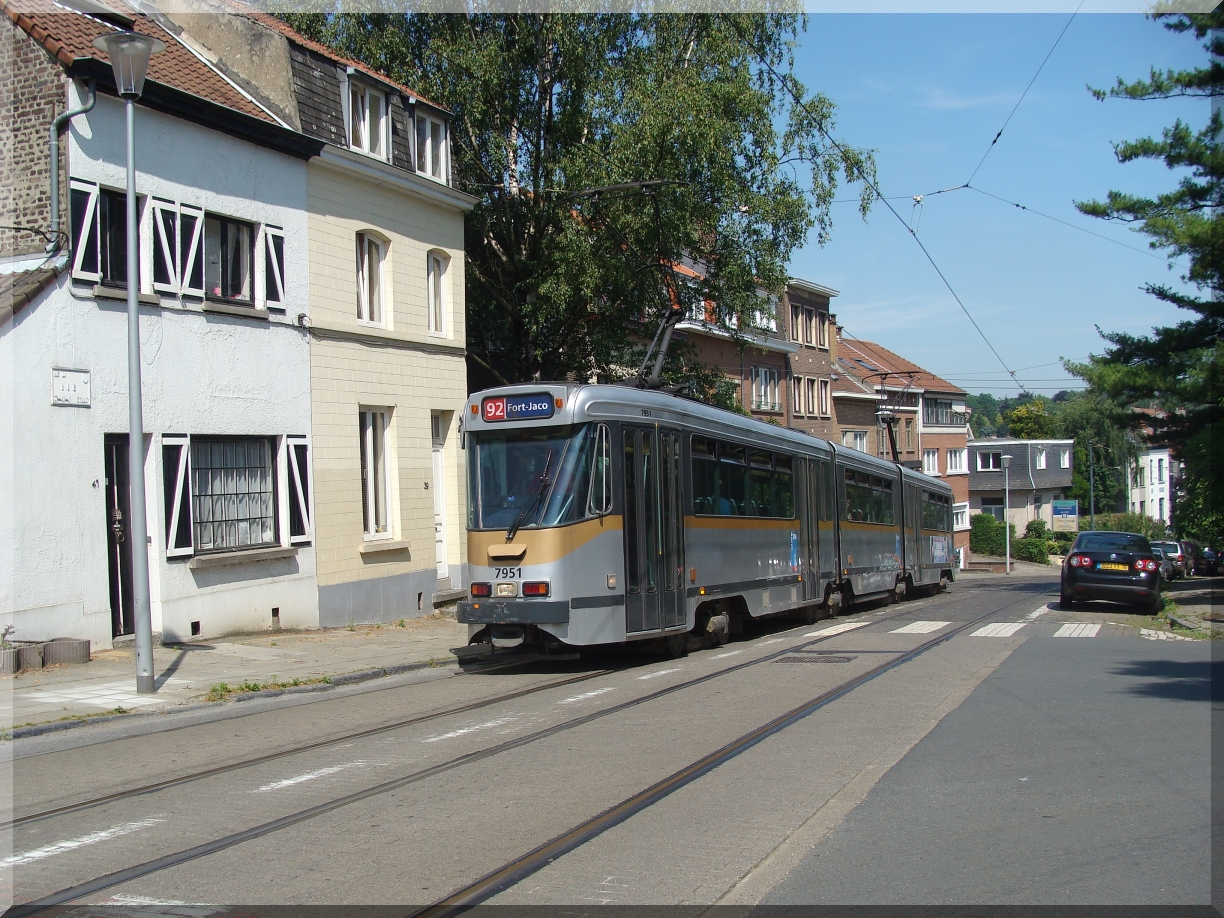
2008: door de afschaffing van tramlijnen 91 en 93 wordt de frequentie opgetrokken, alsook de capaciteit a.d.h.v. PCC 7900.
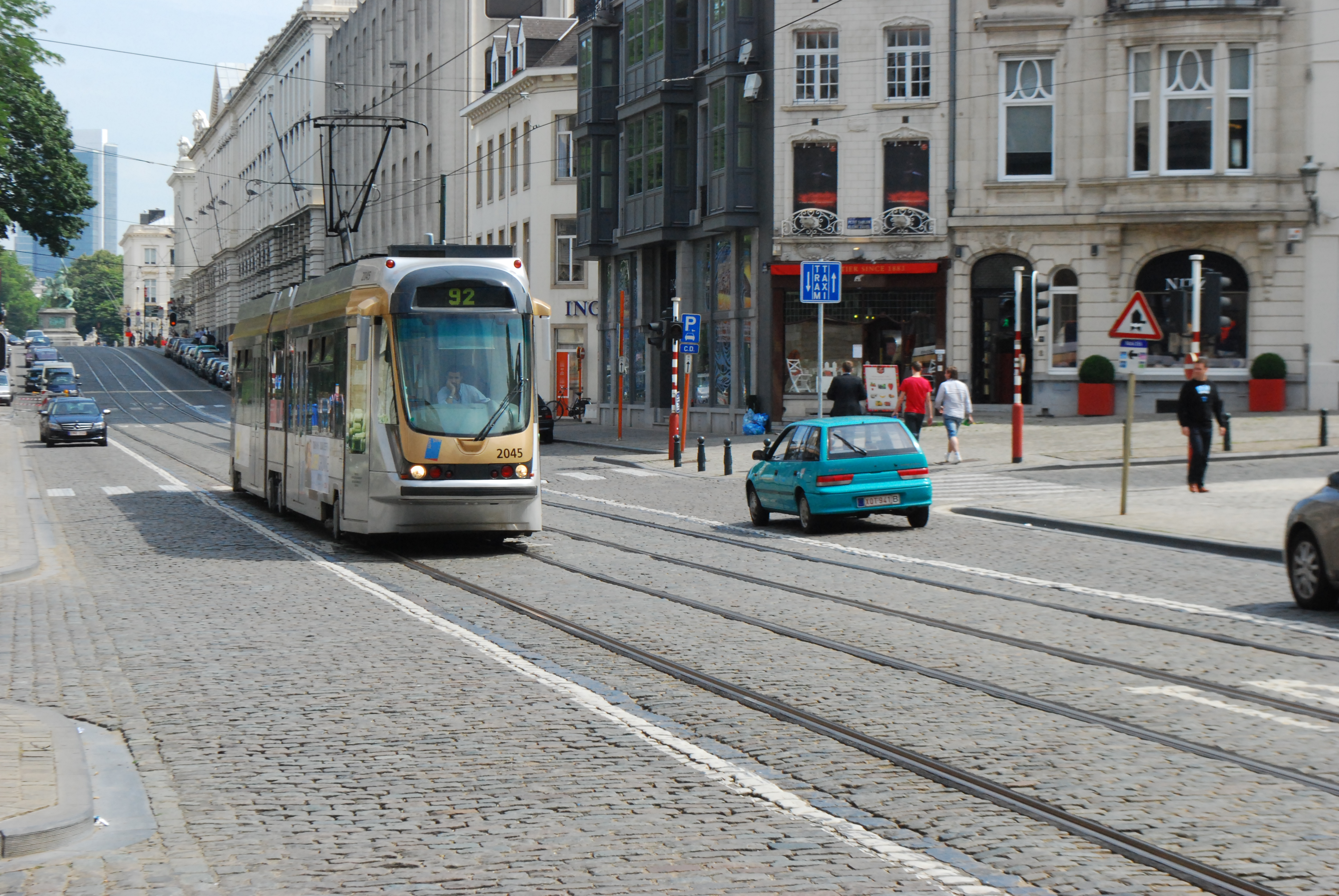
2011: het verbod van de T2000 trams wordt opgeheven.
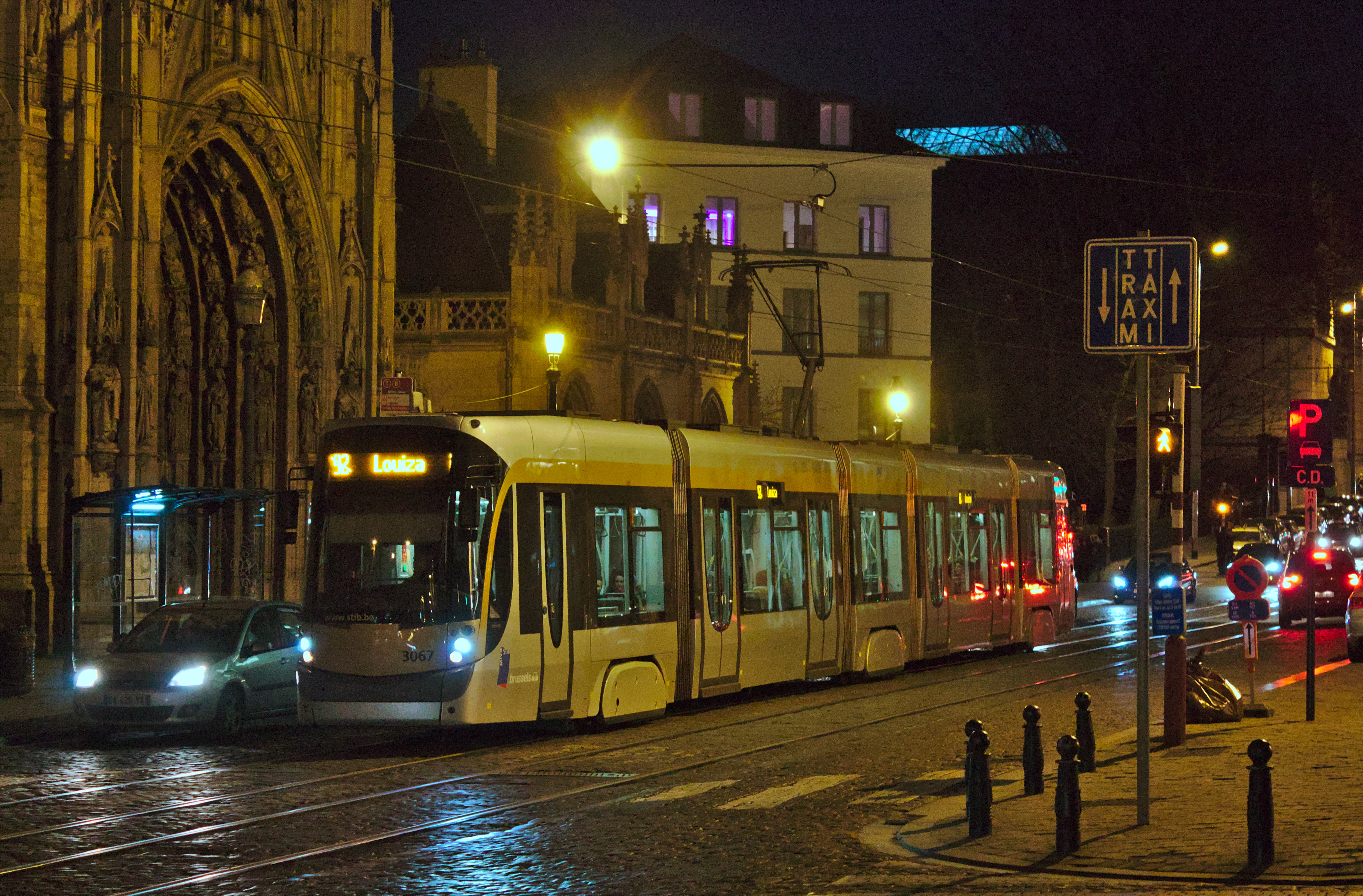
2015: enkel de T3000 trams rijden nog op lijn 92.